# .nato
.nato（ナトー）は、かつて存在したインターネットのトップレベルドメインである。.natoは、InterNICによって1980年代後半に北大西洋条約機構(以下、NATO)での使用のために登録された。当時存在したTLDのいずれも、国際組織としてのNATOの性質を適切に表すことができないと考えられたためである。
この追加の直後、Domain Name Systemの開発者ポール・モカペトリスがNATOの代表者に、.nato.intの方が良いと提案した。.intは国際組織用のTLDとして1988年に作成されたものであり、NATOは.nato.intの使用に切り替えた。これにより.natoは使用されなくなり、1996年7月に削除された。